# Kristin Størmer Steira
Kristin Størmer Steira (* 30. April 1981 in Mo i Rana) ist eine ehemalige norwegische Skilangläuferin.

## Werdegang

### 2001 bis 2005
Am 1. Dezember 2001 gab Steira im Alter von 20 Jahren ihr internationales Debüt bei FIS-Rennen in Gålå. Nach guten Ergebnissen dort und in Ål startete sie im Januar 2002 bei den Norwegischen Nordischen Skimeisterschaften in Høydalsmo. Dort erreichte sie über 5 km Freistil den 25. Platz, bevor sie sich in der Verfolgung über 10 km den 18. und im Einzel über 15 km den vierten Platz sichern konnte. Nach zwei Top-10-Platzierungen in Molde und weiteren Top-20-Platzierungen bei FIS-Rennen in Hommelvik und an den Granåsen gab Steira am 16. März 2002 zum Abschluss der Saison 2001/02 is Oslo rund um den Holmenkollbakken ihr Debüt im Skilanglauf-Weltcup. Mit Platz 46 blieb sie jedoch hinter den Erwartungen zurück und gewann keine Weltcup-Punkte. Nach eher mittelmäßigen Platzierungen bei weiteren nationalen Meisterschaften in Vang im April fand sie sich zu Beginn der Saison 2002/03 im Skilanglauf-Continental-Cup wieder, wo sie im ersten Rennen in Gåsbu Platz neun erreichte. Das zweite Rennen in der Verfolgung über 10 km konnte sie gewinnen. Daraufhin erhielt sie einen Monat später die Startberechtigung für den Weltcup in Kawgolowo, bei dem sie mit Platz 33 die Punkteränge nur knapp verpasste. Das eine Woche später folgende Continental-Cup-Rennen in Stockvik gewann sie. Auch im zweiten Rennen über 10 km im klassischen Stil stand sie mit dem zweiten Platz erneut auf dem Podium.
Sechs Tage nach ihrem Erfolg in Stockvik startete Steira im Weltcup-Rennen in Nové Město na Moravě. Dabei gelang ihr mit dem neunten Platz über 10 km im freien Stil nicht nur ihr erster Weltcup-Punktegewinn, sondern auch ihre erste Top-10-Platzierung in dieser Serie. Bei dem einen Tag später stattfindenden Staffelwettbewerb stand sie gemeinsam mit Anita Moen, Marit Bjørgen und Hilde Pedersen am Ende auf dem zweiten Platz. Trotz dieses Erfolges startete Steira ab Februar 2003 wieder im Continentalcup. Dabei stand sie bereits im ersten Rennen in Valdidentro wieder auf dem Podium. Kurz darauf wurde sie bei den Nordischen Skiweltmeisterschaften 2003 auf gleicher Strecke in der 2 × 5-km-Doppelverfolgung am Ende 28. und erreichte im Einzel über 30 km im freien Stil den 25. Platz. In den Weltcups nach der Weltmeisterschaft in Oslo und Lahti erreichte sie jeweils den 19. Platz. Zum Saisonende stand sie mit der Staffel im schwedischen Falun erneut auf dem Podest. In der Weltcup-Gesamtwertung beendete sie die Saison auf dem 42. Platz.
Die Saison 2003/04 begann sie nach einem 15. Platz im Einzel über 15 km in Beitostølen mit einem Sieg im Staffelwettbewerb auf gleicher Strecke. Nach einigen mittelmäßigen Einzelplatzierungen im Einzel wiederholte sie das Staffelergebnis mit der Mannschaft am 11. Januar 2004 in Otepää. Auch gut sechs Wochen später war die Staffel im schwedischen Umeå nicht zu bezwingen. Ein Podest in einem Einzelwettbewerb blieb Steira aber bis Saisonende verwehrt.
In der folgenden Saison 2004/05 konnte Steira eine deutliche Leistungssteigerung aufweisen und stand in Ramsau am Dachstein mit dem zweiten Platz erstmals seit langer Zeit wieder auf einem Podestplatz in einem Einzelweltcup. Am 22. Januar 2005 gelang ihr in Pragelato der erste Einzelweltcup-Sieg in der 2 × 7,5-km-Doppelverfolgung. Bei den Norwegischen Meisterschaften 2005 in Lillehammer gewann sie Silber im Einzel über 10 km im freien Stil hinter Hilde Petersen.
Bei den Nordischen Skiweltmeisterschaften 2005 gewann Steira gemeinsam mit Vibeke Skofterud, Hilde Petersen und Marit Bjørgen die Goldmedaille in der 4 × 5-km-Staffel und Bronze in der 15-km-Doppelverfolgung. Im Einzel wurde sie über 10 km im freien Stil Zehnte. In den folgenden Weltcups blieb Steira hinter den Erwartungen zurück und konnte keine weiteren Podestplatzierungen erreichen.

### 2006 bis 2010
In die Saison 2005/06 startete Steira verhalten. Es dauert bis zum Weltcup-Rennen in Canmore, bis sie sich wieder unter den besten zehn platzieren konnte. Im darauffolgenden Weltcup in Nové Město na Moravě verpasste sie die Podestränge nur knapp und wurde am Ende Vierte. Bei den Olympischen Winterspielen 2006 verpasste Steira in der Doppelverfolgung, dem Einzel sowie im Massenstart über 30 km die Medaillen nur knapp und wurde jeweils Vierte. Auch mit der Staffel kam sie nicht über einen fünften Platz hinaus. Zum Saisonende gelang ihr im japanischen Sapporo noch einmal der Sprung aufs Podium. Nachdem sie im November 2006 zuerst erfolgreich mehrere FIS-Rennen bestritten hatte, startete sie am 18. November wieder im Weltcup. In Gällivare verpasste sie im 10 km Klassik-Einzel den Sprung unter die besten zehn, konnte aber einen Tag später mit der Staffel vor Deutschland und Finnland erneut einen ungefährdeten Sieg feiern. Zur Tour de Ski 2006/2007 war Steira wieder in guter Form und gewann unter anderem die Etappe in Oberstdorf. Am Ende erreichte sie den siebenten Platz der Tour de Ski Gesamtwertung.
Bei den Norwegischen Meisterschaften 2007 in Grova startete sie in die 15-km-Verfolgung und gewann Silber. Nach einem weiteren Podestplatz mit der Staffel in Davos startete Steira bei den Nordischen Skiweltmeisterschaften 2007 in Sapporo. Dort gewann sie Bronze in der 15-km-Verfolgung. Zwei Tage später verpasste sie im Einzel über 10 km Freistil die Medaillenränge nur knapp und wurde Vierte. Dafür gelang ihr am 1. März in der Staffel erneut der Gewinn der Bronzemedaille. Die Weltmeisterschaft schloss sie schließlich mit einer Silbermedaille im Einzel über 30 km erfolgreich ab, wobei sie sich nur der Finnin Virpi Kuitunen geschlagen geben musste.
Nachdem sie bis November 2007 ohne Podestplatzierungen aber mit guten Ergebnissen im Weltcup ihre Leistungen stabil halten konnte, stand sie im Dezember in Davos erneut auf dem Podium. Auch mit der Staffel war sie mit einem zweiten Platz erfolgreich. Die Tour de Ski 2007/2008 verlief für Steira eher durchwachsen, so dass sie am Ende nur den elften Platz der Gesamtwertung erreichte. Auch im Rest der Weltcup-Saison 2007/08 gelang es ihr in den Einzeldisziplinen nicht unter die besten fünf zu laufen. Im Februar gelang ihr jedoch mit der Staffel noch einmal der Sieg in Falun.
In die Saison 2008/09 startete Steira wieder erfolgreicher. So gelang ihr im Dezember in La Clusaz erstmals seit über einem Jahr wieder ein Einzelerfolg im Weltcup. Auch mit der Staffel stand sie erneut auf dem Podest. Nach einer eher durchwachsenen Tour de Ski 2008/2009 beendete sie diese auf einem guten neunten Platz. Kurz später gewann sie Bronze in der 15-km-Verfolgung bei den Norwegischen Nordischen Skimeisterschaften in Vind.
Bei den Nordischen Skiweltmeisterschaften 2009 in Liberec gewann Steira die Silbermedaille in der 15-km-Doppelverfolgung, nachdem sie bereits zuvor sechste im 10-km-Klassik-Einzel wurde. Mit der Staffel verpasste sie durch einen vierten Platz eine erneute Podestplatzierung nur denkbar knapp. Die Weltcup-Rennen nach der Weltmeisterschaft verliefen für Steira jedoch weniger erfolgreich. So verpasste sie das Podest teilweise deutlich. Trotz dieses Leistungsabfalles stand sie am Ende auf dem neunten Platz der Weltcup-Gesamtwertung. Auch im Distanz-Weltcup lag sie auf einem guten vierten Platz.
In die Weltcup-Saison 2009/10 startete sie erfolgreich mit mehreren Top-10-Platzierungen. Auch die Tour de Ski 2009/2010 verlief wesentlich besser als die Vorjahre, so dass sie am Ende auf dem fünften Gesamtrang der Serie stand. Bei den Olympischen Winterspielen 2010 in Vancouver gewann Størmer Steira mit der 4 × 5-km-Staffel die Goldmedaille. In den Einzeldisziplinen erreichte sie gute Top-10-Platzierungen und musste sich dabei im Verfolgungsrennen über 15 km nur knapp als Vierte hinter den Medaillenrängen geschlagen geben. Zum Saisonende gewann Steira noch einmal mit der Staffel in Lahti und stand nach dem 30-km-Rennen in Oslo auf dem Podest. Ihre bis dahin erfolgreichste Saison beendete sie auf dem sechsten Platz der Weltcup-Gesamtwertung.

### 2010 bis 2015
Am 27. März 2010 gewann sie den nationalen Titel über 30 km bei den Norwegischen Nordischen Meisterschaften in Tolga. Bei FIS-Rennen im April 2010 stand sie ausnahmslos in allen Rennen auf dem Podium. Die Weltcup-Saison 2010/11 begann sie mit einem vierten Platz in Gällivare. Nach einem Sieg mit der Staffel auf gleicher Strecke stand sie vier Wochen später in La Clusaz auch wieder in einem Einzelrennen auf dem Podium.
Bei den Nordischen Skiweltmeisterschaften 2011 in Oslo gewann sie mit der norwegischen Staffel den Weltmeistertitel, musste sich aber in den Einzeldisziplinen deutlich geschlagen geben. Auch in den folgenden Weltcup-Rennen fiel es Steira sichtlich schwer an gute Leistungen der Vorjahre anzuknüpfen. Auch bei den Norwegischen Nordischen Skimeisterschaften 2011 in Kvaløysletta verpasste sie im 30-km-Einzel die Medaillenränge, wenn auch nur knapp.
In die Weltcup-Saison 2011/12 startete Steira erfolgreich mit einem fünften Platz im Einzel in Sjusjøen und einem Staffelsieg auf gleicher Strecke einen Tag später. Jedoch blieb dieser Erfolg bis Januar 2012 der letzte. Im Januar erreichte sie bei den Norwegischen Meisterschaften in Voss Bronze im Skiathlon über 15 km. Zum Saisonende erreichte Steira noch einmal mehrere Top-10-Platzierungen, was ihr am Ende den 14. Platz der Gesamtwertung einbrachte. Im April 2012 siegte sie beim Haukelirennet über 32 km Freistil.
Bei den ersten Weltcup-Rennen zur Weltcup-Saison 2012/13 konnte Steira erneut Top-10-Platzierungen erreichen und erreichte auch überraschend den dritten Platz in der Gesamtwertung der Tour de Ski 2012/2013. Nach einem Staffelsieg in La Clusaz und einem Einzelerfolg in Sotschi auf der Strecke der Olympischen Winterspiele 2014 startete sie bei den nordischen Skiweltmeisterschaften 2013 im Val di Fiemme, wo sie ihren Staffel-Weltmeistertitel von Oslo 2011 verteidigen konnte. Im Skiathlon verpasste sie die Medaillenränge mit dem vierten Platz nur knapp und landete im 10-km- und im 30-km-Einzel jeweils auf dem neunten Rang. Beim Weltcupfinale in Stockholm und Falun kam sie auf den 25. Platz und beendete die Saison damit auf den sechsten Platz im Gesamtweltcup und den dritten Rang im Distanzweltcup.
Zum Beginn der Saison 2013/14 kam Steira bei der Nordic Opening auf den 14. Gesamtrang. Es folgte in Lillehammer ein Sieg mit der Staffel. Nach schwachen Leistungen bei der Tour de Ski 2013/14 wurde sie im Januar 2014 norwegische Meisterin im Skiathlon. Bei den folgenden Olympischen Winterspielen 2014 in Sotschi gewann sie Bronze im 30-km-Massenstartrennen. Zum Saisonende belegte sie beim Weltcupfinale in Falun den neunten Platz und erreichte damit den 19. Platz im Gesamtweltcup. In der Saison 2014/15 konnte sie aufgrund einer Verletzung ihre ersten Rennen erst im Januar absolvieren. Sie verpasste damit die WM in Falun und beendete nach der Saison ihre Karriere.

### Crosslauf
Nach dem Ende ihrer Skilanglauflaufbahn wurde sie norwegische Crosslauf-Meisterin und für die Crosslauf-Europameisterschaften 2015 nominiert, bei denen sie Platz 39 belegte.

## Erfolge

### Medaillen bei Olympischen Winterspielen
- 2010 in Vancouver: Gold mit der Staffel
- 2015 in Sotschi: Bronze über 30 km Freistil Massenstart

### Medaillen bei Weltmeisterschaften
- 2005 in Oberstdorf: Gold mit der Staffel, Bronze im Skiathlon
- 2007 in Sapporo: Silber über 30 km klassisch Massenstart, Bronze im Skiathlon, Bronze mit der Staffel
- 2009 in Liberec: Silber im Skiathlon
- 2011 in Oslo: Gold mit der Staffel
- 2013 im Val di Fiemme: Gold mit der Staffel

### Siege bei Weltcuprennen

#### Weltcupsiege im Einzel
| Nr. | Datum            | Ort       | Disziplin                  |
| --- | ---------------- | --------- | -------------------------- |
| 1.  | 22. Januar 2005  | Pragelato | 15 km Skiathlon            |
| 2.  | 6. Dezember 2008 | La Clusaz | 15 km Freistil Massenstart |
| 3.  | 2. Februar 2013  | Sotschi   | 15 km Skiathlon            |

#### Etappensiege bei Weltcuprennen
| Nr. | Datum           | Ort           | Disziplin                      | Rennen              |
| --- | --------------- | ------------- | ------------------------------ | ------------------- |
| 1.  | 2. Januar 2007  | Oberstdorf    | 10 km Skiathlon                | Tour de Ski 2006/07 |
| 2.  | 22. März 2009   | Falun         | 10 km Verfolgung Freistil 1    | Weltcup-Finale 2009 |
| 3.  | 10. Januar 2010 | Val di Fiemme | 9 km Bergverfolgung Freistil 1 | Tour de Ski 2009/10 |

#### Weltcupsiege im Team
| Nr. | Datum             | Ort         | Disziplin          |
| --- | ----------------- | ----------- | ------------------ |
| 1.  | 23. November 2003 | Beitostølen | 4 × 5 km Staffel 2 |
| 2.  | 11. Januar 2004   | Otepää      | 4 × 5 km Staffel 2 |
| 3.  | 22. Februar 2004  | Umeå        | 4 × 5 km Staffel 2 |
| 4.  | 19. November 2006 | Gällivare   | 4 × 5 km Staffel 2 |
| 5.  | 9. Dezember 2007  | Davos       | 4 × 5 km Staffel 3 |
| 6.  | 24. Februar 2008  | Falun       | 4 × 5 km Staffel 4 |
| 7.  | 23. November 2008 | Gällivare   | 4 × 5 km Staffel 5 |
| 8.  | 7. März 2010      | Lahti       | 4 × 5 km Staffel 5 |
| 9.  | 21. November 2010 | Gällivare   | 4 × 5 km Staffel 6 |
| 10. | 19. Dezember 2010 | La Clusaz   | 4 × 5 km Staffel 6 |
| 11. | 20. November 2011 | Sjusjøen    | 4 × 5 km Staffel 6 |
| 12. | 20. Januar 2013   | La Clusaz   | 4 × 5 km Staffel 7 |
| 13. | 8. Dezember 2013  | Lillehammer | 4 × 5 km Staffel 7 |

### Siege bei Continental-Cup-Rennen
| Nr. | Datum            | Ort      | Disziplin                      | Serie            |
| --- | ---------------- | -------- | ------------------------------ | ---------------- |
| 1.  | 8. Dezember 2002 | Gåsbu    | 10 km Verfolgung Freistil      | Continental Cup  |
| 2.  | 11. Januar 2003  | Stockvik | 5 km Freistil                  | Continental Cup  |
| 3.  | 9. Januar 2011   | Torsby   | 10 km Freistil Individualstart | Scandinavian Cup |

### Medaillen bei nationalen Meisterschaften
- 2003: Gold mit der Staffel, Bronze über 15 km
- 2004: Silber mit der Staffel
- 2005: Silber über 10 km, Silber mit der Staffel, Bronze über 30 km
- 2006: Gold im Skiathlon, Bronze über 30 km
- 2007: Silber im Skiathlon
- 2009: Bronze im Skiathlon
- 2010: Gold über 30 km
- 2011: Silber über 10 km, Silber im Skiathlon
- 2012: Bronze im Skiathlon
- 2014: Gold im Skiathlon, Bronze über 30 km

## Statistik

### Teilnahmen an Weltmeisterschaften und Olympischen Winterspielen

#### Olympische Spiele
- 2006 Turin: 4. Platz 30 km Freistil Massenstart, 4. Platz 15 km Skiathlon, 4. Platz 10 km klassisch, 5. Platz Staffel
- 2010 Vancouver: 1. Platz Staffel, 4. Platz 15 km Skiathlon, 8. Platz 10 km Freistil, 8. Platz 30 km klassisch Massenstart
- 2014 Sotschi: 3. Platz 30 km Freistil Massenstart, 23. Platz 15 km Skiathlon

#### Nordische Skiweltmeisterschaften
- 2003 Val di Fiemme: 25. Platz 30 km Freistil, 28. Platz 10 km Skiathlon
- 2005 Oberstdorf: 1. Platz Staffel, 3. Platz 15 km Skiathlon, 9. Platz 10 km Freistil
- 2007 Sapporo: 2. Platz 30 km klassisch Massenstart, 3. Platz Staffel, 3. Platz 15 km Skiathlon, 4. Platz 10 km Freistil
- 2009 Liberec: 2. Platz 15 km Skiathlon, 4. Platz Staffel, 5. Platz 30 km Freistil Massenstart, 6. Platz 10 km klassisch
- 2011 Oslo: 1. Platz Staffel, 5. Platz 30 km Freistil Massenstart, 9. Platz 15 km Skiathlon, 10. Platz 10 km klassisch
- 2013 Val di Fiemme: 1. Platz Staffel, 4. Platz 15 km Skiathlon, 9. Platz 30 km klassisch Massenstart, 9. Platz 10 km Freistil

### Platzierungen im Weltcup

#### Weltcup-Statistik
Die Tabelle zeigt die erreichten Platzierungen im Einzelnen.
- 1.–3. Platz: Anzahl der Podiumsplatzierungen
- Top 10: Anzahl der Platzierungen unter den ersten zehn
- Punkteränge: Anzahl der Platzierungen innerhalb der Punkteränge
- Starts: Anzahl gelaufener Rennen in der jeweiligen Disziplin
- Hinweis: Bei den Distanzrennen erfolgt die Einordnung gemäß FIS.

| Platzierung         | Distanzrennen a | Distanzrennen a | Distanzrennen a | Distanzrennen a | Distanzrennen a | Skiathlon Verfolgung | Sprint | Etappen- rennen b | Gesamt | Team c | Team c  |
| Platzierung         | ≤ 5 km          | ≤ 10 km         | ≤ 15 km         | ≤ 30 km         | > 30 km         | Skiathlon Verfolgung | Sprint | Etappen- rennen b | Gesamt | Sprint | Staffel |
| ------------------- | --------------- | --------------- | --------------- | --------------- | --------------- | -------------------- | ------ | ----------------- | ------ | ------ | ------- |
| 1. Platz            |                 |                 | 1               |                 |                 | 5                    |        |                   | 6      |        | 13      |
| 2. Platz            |                 | 3               | 1               | 1               |                 | 5                    |        |                   | 10     |        | 4       |
| 3. Platz            |                 | 2               | 1               |                 |                 | 1                    |        | 1                 | 5      |        | 2       |
| Top 10              | 5               | 30              | 8               | 6               |                 | 35                   | 2      | 11                | 97     |        | 26      |
| Punkteränge         | 16              | 59              | 11              | 10              |                 | 47                   | 5      | 14                | 162    |        | 26      |
| Starts              | 19              | 65              | 12              | 11              |                 | 48                   | 24     | 14                | 193    |        | 26      |
| Stand: Karriereende |                 |                 |                 |                 |                 |                      |        |                   |        |        |         |

#### Weltcup-Gesamtplatzierungen
| Saison  | Gesamt | Gesamt | Distanz | Distanz | Sprint | Sprint |
| Saison  | Punkte | Platz  | Punkte  | Platz   | Punkte | Platz  |
| ------- | ------ | ------ | ------- | ------- | ------ | ------ |
| 2002/03 | 93     | 42.    | –       | –       | –      | –      |
| 2003/04 | 177    | 27.    | 177     | 20.     | –      | –      |
| 2004/05 | 311    | 12.    | 311     | 9.      | –      | –      |
| 2005/06 | 266    | 22.    | 266     | 12.     | –      | –      |
| 2006/07 | 367    | 14.    | 223     | 12.     | –      | –      |
| 2007/08 | 465    | 16.    | 369     | 12.     | –      | –      |
| 2008/09 | 828    | 9.     | 590     | 4.      | 22     | 53.    |
| 2009/10 | 892    | 6.     | 568     | 3.      | 44     | 49.    |
| 2010/11 | 268    | 28.    | 204     | 19.     | –      | –      |
| 2011/12 | 616    | 14.    | 484     | 9.      | –      | –      |
| 2012/13 | 1018   | 6.     | 665     | 3.      | 37     | 45.    |
| 2013/14 | 379    | 19.    | 285     | 11.     | –      | –      |
| 2014/15 | 93     | 55.    | 93      | 33.     | –      | –      |